# Бочкаи (футбольный клуб)
Бочкаи (венг. Bocskai FC) — профессиональный венгерский футбольный клуб из города Дебрецен, существовавший в период между двумя мировыми войнами. Основан в 1926 году, расформирован в 1940 году. Клуб становился обладателем Кубка Венгрии, а также бронзовым призёром национального чемпионата.

## История клуба
Футбольный клуб «Бочкаи» был основан в Дебрецене на волне создания в стране профессиональных футбольных клубов. Чтобы сделать команду конкурентоспособной, в её состав собрали лучших футболистов региона из разных клубов. Клуб назван в честь Иштвана Бочкаи, борца за независимость Венгрии.
В сезоне 1926—1927 годов клуб был введен во вторую лигу, занял второе место и через переходные матчи пробился в Лигу 1. Первый сезон в элите команда закончила на предпоследнем месте и вновь была вынуждена играть переходные матчи, которые успешно преодолела. Но уже в чемпионате 1929 года «Бочкаи» занял четвёртое место и в дальнейшем держался в верхней части таблицы национальных первенств.
В 1930 году команда завоевала Кубок Венгрии. В полуфинале был обыгран столичный «Ференцварош» (2: 0), а в финале — клуб «Башня» из города Сегед (5: 1).
Состав «Бочкаи» в финале: Иштван Фаркаш, Реже Фехер, Ференц Мольнар, Иштван Вампетич, Тибор Шаньи, Рудольф Кевицкий, Имре Маркош, Енё Винце, Паль Телеки, Янош Море, Лайош Мароши. Три гола забил Паль Телеки, по одному Имре Маркош и Тибор Шаньи.
В 1931 году клуб дебютировал в Кубке Митропы. Во второй раз принять участие в этом турнире команда смогла в 1934 году, когда заняла третье место в чемпионате.
По окончании сезона 1939—1940 годов футбольный клуб «Бочкаи» прекратил свое существование из-за финансовых трудностей.

## Футболисты
В составе сборной Венгрии в период между 1929—1937 годами выступало 7 футболистов клуба «Бочкаи». Наибольшее количество матчей за национальную команду сыграл Имре Маркош — 20. 13 поединков на счету Йожефа Ваго. Пятеро футболистов (Ваго, Маркош, Винце, Телеки и Палоташ) представляли свой клуб в составе национальной сборной на Чемпионате мира 1934 года в Италии. Каждый из них сыграл минимум в одном матче чемпионата.
Нападающий Енё Винце в 1931 году стал лучшим бомбардиром венгерского чемпионата с 20 забитыми голами.
Среди других игроков, в 30-х годах недолго выступавших в составе «Бочкаи», стоит отметить известных в прошлом игроков национальной сборной Дердя Орта и Золтана Опата.

## Выступления на международных турнирах
Дважды клуб «Бочкаи» выступал в Кубке Митропы. Впервые это случилось в 1931 году, когда команда заняла четвёртое место в чемпионате, однако команды «Уйпешт» и «Ференцварош» отказались от участия в кубке ради турне по Южной Америке . Второй раз команда попала в Кубке Митропы в 1934 году, как третий призёр чемпионата. В это время как раз произошло расширение представительства клубов от стран-участниц с двух до четырёх. Оба выступления в кубке не принесли «Бочкаи» успеха, команда выбывала в первом же раунде.
| год  | турнир        | раунд | Страна  | соперник     | счет       |
| ---- | ------------- | ----- | ------- | ------------ | ---------- |
| 1931 | Кубок Митропы | 1/4   | Австрия | Фирст Виенна | 0: 3, 0: 4 |
| 1934 | Кубок Митропы | 1/8   | Италия  | Болонья      | 0: 2, 2: 1 |

## Достижения
- Обладатель Кубка Венгрии : 1930
- Бронзовый призёр чемпионата Венгрии : 1933-34

## Выступления в чемпионате Венгрии
| Сезон   | Лига                                | Класс | Место | Количество команд | Очков | Кубок Венгрии |
| ------- | ----------------------------------- | ----- | ----- | ----------------- | ----- | ------------- |
| 1926-27 | 2 Лига профессионального чемпионата | 2     | 2     | 14                | 39    |               |
| 1927-28 | 1 Лига профессионального чемпионата | 1     | 11    | 12                | 13    |               |
| 1928-29 | 1 Лига профессионального чемпионата | 1     | 4     | 12                | 25    |               |
| 1929-30 | 1 Лига профессионального чемпионата | 1     | 5     | 12                | 20    | Обладатель    |
| 1930-31 | Профессиональная 1 Лига             | 1     | 4     | 12                | 28    |               |
| 1931-32 | Профессиональная 1 Лига             | 1     | 4     | 12                | 26    |               |
| 1932-33 | Профессиональная 1 Лига             | 1     | 6     | 12                | 23    |               |
| 1933-34 | Профессиональная 1 Лига             | 1     | 3     | 12                | 27    |               |
| 1934-35 | Профессиональная 1 Лига             | 1     | 9     | 12                | 27    |               |
| 1935-36 | Национальный чемпионат              | 1     | 6     | 14                | 24    |               |
| 1936-37 | Национальный чемпионат              | 1     | 6     | 14                | 29    |               |
| 1937-38 | Национальный чемпионат              | 1     | 11    | 14                | 20    |               |
| 1938-39 | Национальный чемпионат              | 1     | 12    | 14                | 13    |               |
| 1939-40 | Национальный чемпионат              | 1     | 10    | 14                | 23    |               |